# Christiane Desroches Noblecourt
Christiane Desroches Noblecourt nascida Christiane Desroches (Paris, 17 de novembro de 1913 — Épernay, 23 de junho de 2011) foi uma egiptóloga francesa.

## Biografia
Christiane nasceu em Paris, em 1913, vinda de uma família rica. Seu pai, Louis Desroches, um estudante de letras, sonhava com uma carreira como diplomata, mas por razões familiares, ele fez carreira como advogado e depois na administração. Sua mãe, Madeleine Lapré, foi uma das primeiras mulheres a obter um diploma de bacharel na Sorbonne Université.
Apaixonada pela descoberta da tumba de Tutancâmon por Howard Carter em 1922, ela inicia seus estudos no Lycée Molière, em Paris, onde conhece Jacqueline David, futura Jacqueline de Romilly. Após se formar em estudos egípcios na École Pratique des Hautes Etudes et des Etudes na École du Louvre, ela será incentivada pelo padre Etienne Drioton (que mais tarde substituirá Pierre Lacau à frente do Departamento de Antiguidades), e entra no departamento de antiguidades egípcias do Museu do Louvre em 1936.
Christiane foi a primeira professora titular do Instituto Francês de Arqueologia Oriental, dirigido na época por Pierre Jouguet, sogro de Jean-Philippe Lauer. Ela também foi a primeira mulher a realizar uma pesquisa arqueológica no Egito, em 1938-1939, na área do Antigo Império, na velha necrópole, na escavação da missão franco-polonesa, em Edfu.